# Trident Racing
| Trident Racing                                | Trident Racing     |
| --------------------------------------------- | ------------------ |
| Osnovan                                       | 2006.              |
| Osnivač                                       | Maurizio Salvadori |
| Mjesto                                        | Milano, Italija    |
| Trenutna prvenstva                            |                    |
| FIA Formula 2 prvenstvo                       |                    |
| FIA Formula 3 prvenstvo                       |                    |
| Bivša prvenstva                               |                    |
| GP2 Series (2006. − 2016.)                    |                    |
| GP2 Asia Series (2008. − 2011.)               |                    |
| International Formula Masters (2008. − 2009.) |                    |
| Auto GP (2010.)                               |                    |
| GP3 Series (2012. − 2018.)                    |                    |

Trident Racing je talijanska automobilistička momčad osnovana 2006. u Milanu, a trenutno se natječe u FIA Formula 2 prvenstvu i FIA Formula 3 prvenstvu. Momčad se u prošlosti natjecala u mnogim kategorijama, a najbolji rezultat je ostvarila 2021. kada je osvojila momčadski naslov u FIA Formula 3 prvenstvu. Osim toga, momčad je osvajala titule vicepvaka 2008. u International Formuli Masters i 2015., 2017. i 2018. u GP3 seriji.

## Naslovi

### Momčadski
| Prvenstvo               | Sezona |
| ----------------------- | ------ |
| FIA Formula 3 prvenstvo | 2021.  |

## Vanjske poveznice
- TridentMotorsport.com. - Official website